# Droga wojewódzka 281
Die Droga wojewódzka 281 ist eine Woiwodschaftsstraße in der polnischen Woiwodschaft Lebus. Die Straße beginnt in Pomorsko (Pommerzig) und verläuft über Wysokie (Woitscheke) nach Zielona Góra (Grünberg in Schlesien), wo sie sich mit der Droga krajowa 32 trifft. In ihrem Verlauf trifft die Straße zudem auf die Droga wojewódzka 279. Die DW 281 hat eine Gesamtlänge von 13 Kilometern.